# Unterdöbling

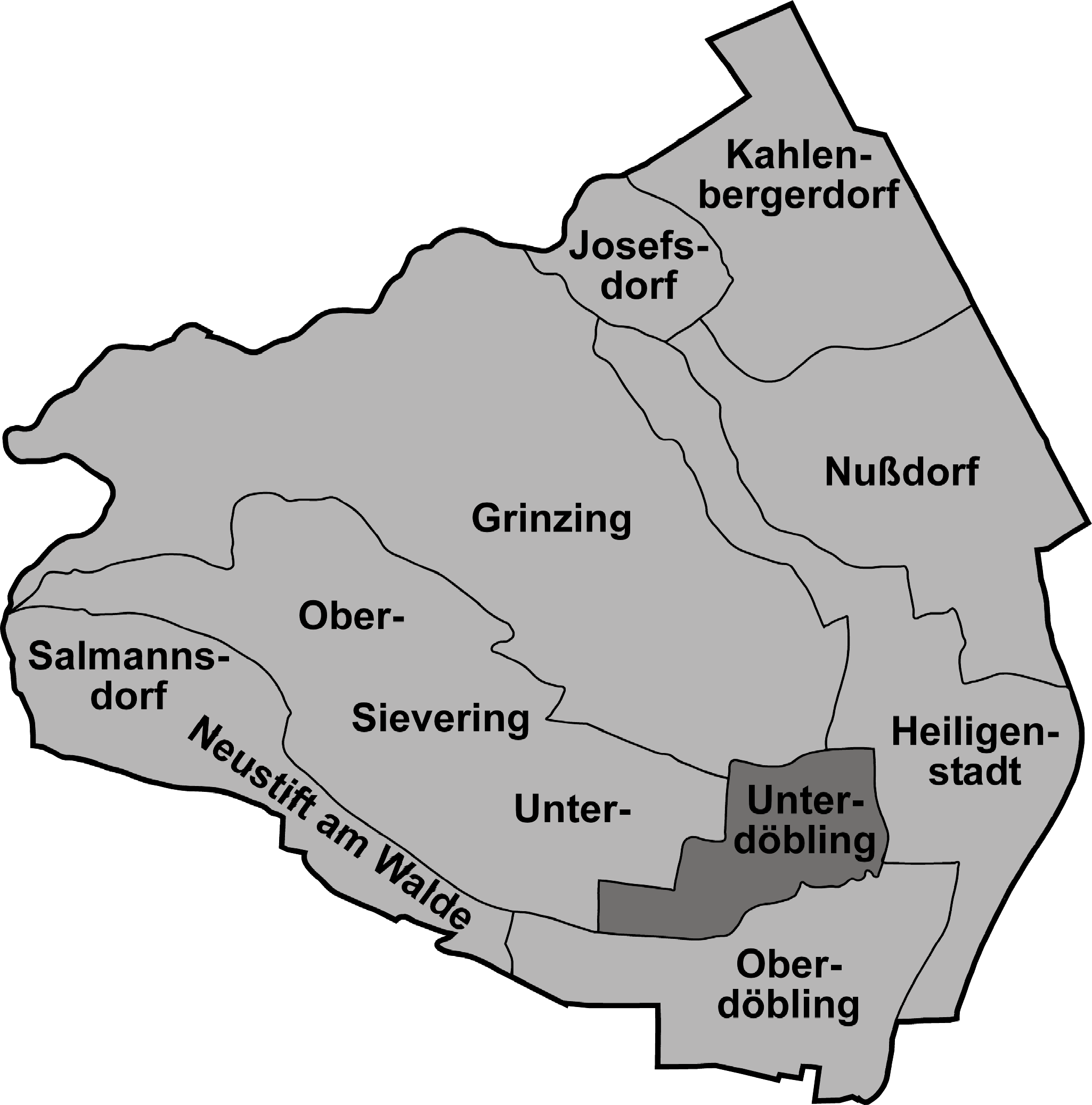
Situation de Unterdöbling dans l’arrondissement.

Unterdöbling, située dans la banlieue de Vienne en Autriche, constituait jusqu'en 1892 une commune indépendante et fait maintenant partie de Döbling, le dix-neuvième arrondissement de la ville de Vienne.